# Matthew Thornton (politik)

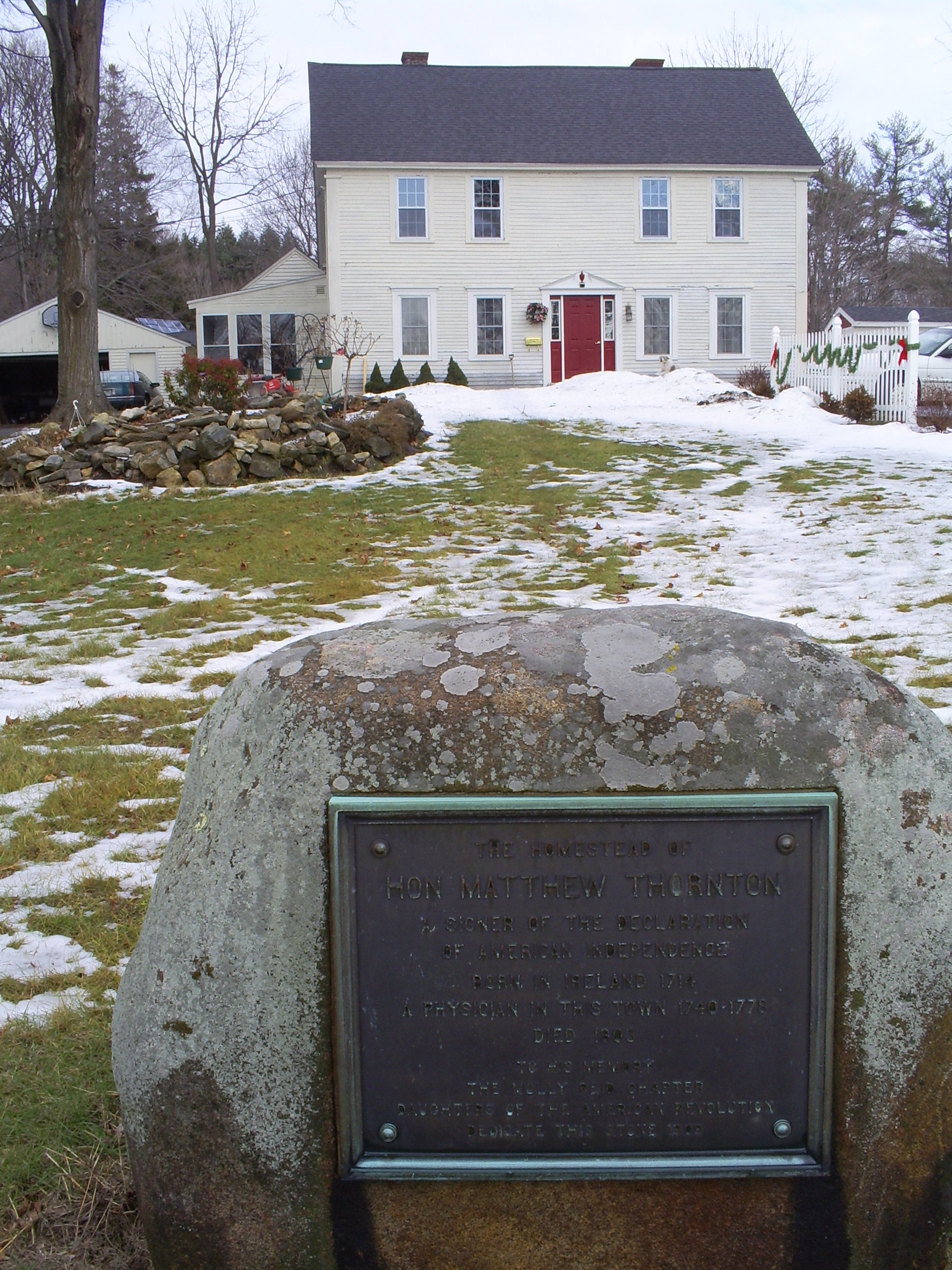
Dům Matthew Thornton House v Derry, New Hampshire

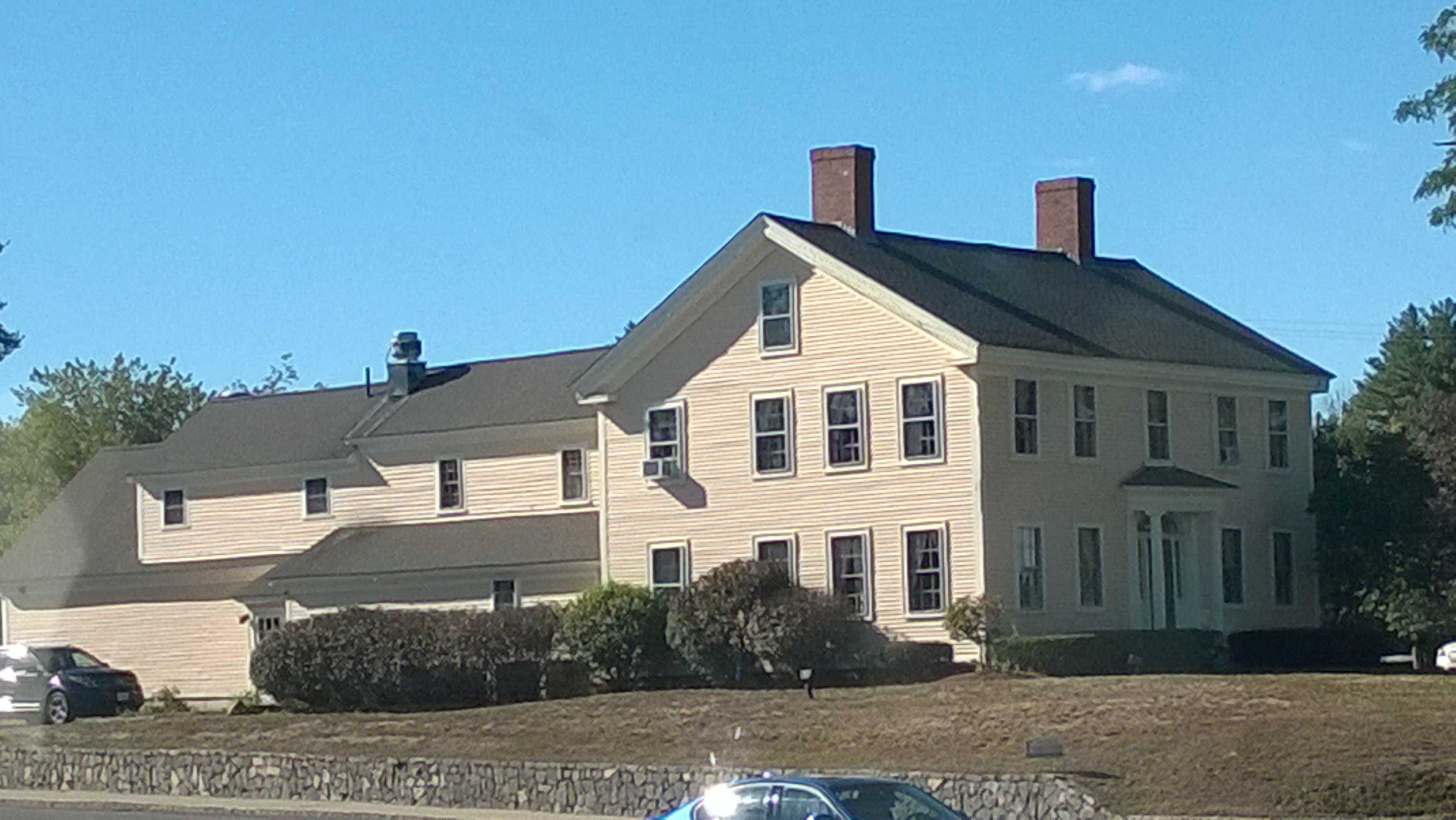
Thorntonův starý hostinec, který provozoval se svou ženou Hannah Jack, kterou si vzal v roce 1760 v Merrimacku v New Hampshire. Nachází se naproti jeho hrobu a poblíž místa přistání bývalého Thorntonova trajektu

Matthew Thornton (1714, Londonderry, Irsko – 24. června 1803, Newburyport, Massachusetts) byl irský rodák, který podepsal Deklaraci nezávislosti Spojených států jako zástupce státu New Hampshire.

## Životopis
Matthew Thornton se narodil v Irsku v roce 1714 manželům Jamesovi a Elizabeth Thorntonové (rozená Jenkinsová), kteří byli skotští Irové. V roce 1689 během obléhání města Derry jeho otec James Thornton žil na farmě asi míli od Londonderry a zde se pravděpodobně Matthew narodil. V roce 1716 Thorntonova rodina emigrovala do Severní Ameriky, tehdy byly Matthewovy asi tři roky. Nejprve se usadili ve Wiscasset ve státě Maine. Dne 11. července 1722 byla zdejší komunita napadena domorodými Američany. James a Elizabeth Thornton uprchli s Matthewem z jejich hořícího domova a krátce nato se přestěhovali do Worcesteru v Massachusetts. Thornton dokončil studium medicíny v Leicesteru. Stal se lékařem a založil lékařskou praxi v Londonderry v New Hampshire. V roce 1745 byl jmenován chirurgem nové New Hampshire vojenské milice pro expedici proti Fortress Louisbourg. Pracoval jako venkovský lékař v New Hampshire. Pracoval ve shromáždění „New Hampshire Provincial Assembly“ od roku 1758 do 1762, působil jako soudce, a v milici sloužil jako plukovník od roku 1775 až do své rezignace v 1779. V roce 1760 si Thornton vzal Hannah Jack. Pár měl pět dětí. Thornton se stal v Londonderry členem správní rady, byl předseda zemského sněmu a člen Výboru pro bezpečnost, který po rozpuštění královské vlády, což bylo první státní ústavou přijato po zahájení boje proti Anglii.

## Kongresman
V roce 1775 pracoval jako prezident „New Hampshire Provincial Congress“, a od ledna do září 1776 pracoval jako mluvčí reprezentantů státu New Hampshire na Provincial Congress. Byl členem kontinentálního kongresu když došlo k debatám o nezávislosti, ale protože do Filadelfie dorazil až v listopadu 1776, bylo mu uděleno povolení podepsat Deklaraci nezávislosti čtyři měsíce po jejím oficiálním podpisu v červenci.

## Pozdní léta
Thornton zanechal lékařské praxe a v roce 1780 se přestěhoval do Merrimacku v New Hampshire. Přestože práva nestudoval, působil jako soudce na New Hampshirském vrchním soudu od roku 1776 do roku 1782. V roce 1783 Thornton zastupoval města Merrimack a Bedford v New Hampshire House a od roku 1784 do roku 1787 v Hillsborough County v senátu New Hampshire. V letech 1785 až 1785 pracoval jako státní rada a v roce 1786 znovu jako státní zástupce pro Merrimack. Jeho manželka Hannah (Jack) Thorntonová zemřela v roce 1786.
Thornton zemřel v Newburyportu v Massachusetts při návštěvě své dcery. Bylo mu 90 let. Matthew Thornton je pohřben na Thorntonském hřbitově v Merrimacku. Na jeho náhrobku je nápis „Čestný muž“.

## Poznámka
1. ↑  Pevnost Louisbourg (francouzsky: Forteresse de Louisbourg) je národní historické místo v Kanadě. Francouzská pevnost z 18. století v Louisbourgu na ostrově Cape Breton v Novém Skotsku je částečně zrekonstruovaná.Její dvě obléhání, zejména to z roku 1758, byla zlomem v anglo-francouzském boji za dnešní Kanadu.V tomto článku byl použit překlad textu z článku Fortress of Louisbourg na anglické Wikipedii.